# Граматикопуло Георгій Савович
Георгій (Ергулі, Юрій) Савович Грамматикопуло (Граматикопуло, Грамматадзе) (1930—1992) — радянський футболіст, нападник. Грав за клуби «Динамо» з Тбілісі, Ленінграда, Києва і Сухумі, а також за тбіліський «Спартак». Майстер спорту, заслужений тренер Грузинської РСР.

## Кар'єра
Грек за походженням. Свій футбольний шлях він починав в Абхазії, де була створена спортшкола «Динамо». У цій команді Граматікопуло грав одночасно з іншими відомими майстрами шкіряного м'яча — олімпійським чемпіоном Микитою Симоняном, воротарем тбіліського «Динамо» і збірної СРСР Володимиром Марганія та ін. 1944 року, коли йому було всього лише 14 років, до «динамівців» Сухумі прийшов великий успіх. Сухумська команда, стала володарем Кубка Грузії. У 1945 році сухумська юнацька команда, граючи в Тбілісі, перемогла у фінальній грі господарів поля з рахунком 1:0 і стала чемпіоном республіки. У цьому переможному матчі за сухумців поряд з іншими грав і Георгій Граматикопуло. А в 1948 році «динамівці», за його участі, знову стали чемпіонами і володарями Кубка Грузії.
Згодом тренер тбіліського «Динамо» кінця сорокових років Андрій Жорданія, запросив його до складу знаменитої команди майстрів і Граматикопуло дебютував у Вищій лізі в 1949 році. Але там у нього не склалося. Після річного стажування в тбіліському «Спартаку» (за три сезони в Грузії Граматикопуло не забив жодного гола в 24 матчах) грек вирішив перебратися в Ленінград. І знову перший сезон в «Динамо» був безголевим (12 ігор). Навіть з 11-метрової позначки Георгій не зміг вразити ворота київського «Динамо». Але зате в другому сезоні забив 5 голів в 17 іграх, після чого надійшло запрошення зі столиці України, де Граматикопуло провів цілих шість років поспіль.
У першому ж своєму київському сезоні Граматикопуло допоміг динамівцям завоювати свій перший трофей — Кубок країни. У фінальному матчі з єреванцями він не брав участі, зате в півфіналі і чвертьфіналі Граматикопуло виходив на заміни і динамівці в додатковий час дотискували московських «армійців» і ленінградський «Зеніт». Аж до 1959 року на рахунку Граматикопуло значилося за киян в чемпіонаті 97 матчів і 21 гол. У 1957 році він забив Льву Яшину, і цей гол став ювілейним — 600-м для динамівців у вищій лізі. Граматикопуло покинув київське «Динамо» 1960 року, повернувшись до тбіліського клубу. Але за тбілісців він так жодного разу і не забив.
У 1961 році «Динамо» (Сухумі) стало виступати в першості країни серед команд майстрів класу Б. На прохання місцевої влади він повернувся до себе додому і разом захищав честь Абхазії в першості СРСР до завершення ігрової кар'єри. Всього в чемпіонаті СРСР зіграв 210 матчів і забив 26 голів.
Закінчивши грати за сухумське «Динамо», Георгій був головним тренером, а потім і начальником команди майстрів сухумського «Динамо». При ньому команда в 1989 році завоювала право грати в першій лізі класу «А».
На початку 1992 року Георгій Граматикопуло раптово помер.